# Interferon alfacon-1
Interferon alfacon-1 là một loại interferon tổng hợp tái tổ hợp được sử dụng để điều trị bệnh bạch cầu tế bào lông, khối u ác tính và sarcoma Kaposi liên quan đến AIDS.